# Три Ліги
Вільна Держава Трьох Ліг (нім. Freistaat der Drei Bünde, італ. Stato libero delle Tre Leghe, ромш. Stadi liber da las Trais Lias), також відома, як Три Ліги — європейське державне утворення, союз Ліги Божого Дому, Ліги Десяти Юрисдикцій і Сірої Ліги, укладений 1471 року, з якого пізніше утворився швейцарський кантон Граубюнден. 
Територія держави в основному розташовувалась у провінції Куррецієн (де правили єпископи Кура), ранньосередньовічному уламку римської провінції Реція.

## Ліга Божого Дому
29 січня 1367 року Ліга Божого Дому (нім.: Gotteshausbund, італ.: Lega Caddea, ретороман.: Lia da la Chadé) була заснована для протистояння зростаючій владі єпископату міста Кур та Габсбургів. Єпископ Петер Геліто відреагував на це, передавши єпископство Габсбургам в обмін на пенсію від них.
Документ про унію підписали посланники кафедрального собору, єпископські міністеріали, місто Кур та райони Домлек, Шамс, Оберхальбштейн, Оберенгадін, Унтеренгадін та Бергелль. Згодом до ліги приєдналися й інші райони, зокрема Поск'яво в 1408 році та Фір Дорфе у 1450 році.
Деякий час Унтеренгадін, Мюнстерталь та верхня частина Фіншгау були спірними між єпископатом Кура та Графством Тіроль. Хоча перші два змогли позбавитися правління Габсбургів через графа Тіролю, у 1618 році Унтеркальвен відокремився від Ліги як остання частина Фіншгау.
Зі столицею в Курі Ліга складалася з таких округів:
- Кур
- Бергелль: райони Обер- та Унтерпорта
- Кельвен: райони Оберкельвен (Мюнстерталь) та Унтеркальвен (Верхній Фіншгау)
- Домлек: райони Ортенштайн (з 1788 року розділений на: Ортенштейну Бодені та Ортенштейн у Бергу) та Фюрстенау
- Грайфенштайн: райони Бергюн та Обервац
- Оберенгадін: (розділений з 1438 р.) Райони Сур та Суот Фунтауна Мерла
- Оберхальбштайн: райони Оберхальбштайн і Тіфенкастель
- Поск'яво
- Рамош-Сталла-Аверс: райони Рамош і Сталла (Бівіо) – Аверс
- Унтеренгадін: райони Обер- та Унтертасна

Герб Ліги Божого Дому

- Фір Дорфе

## Сіра Ліга
Сіра Ліга (ретороман. Lia Grischa) була заснована в 1395 році в долині Верхнього Рейну як реакція на міжусобиці між Баронством Бельмонт, родиною фон Закс, Баронством Рецюнс, Баронством Вац, Графством Верденберг, Абатство Дісентіс та єпископатом Кур. Столицею Ліги був Іланц. Назва "Сіра Ліга" походить від домашнього сірого одягу, який носили люди; назва цієї ліги згодом дала назву кантону Граубюнден.
У Труні 16 березня 1424 році була створена урядова федерація, до складу якої входили:
- абат та суд Абатства Дісентіс;
- барон Рецюнса — він сам, його володіння та підпорядковані йому громади Зафіна, Тенни та Оберзаксена;
- барон Закс-Мізокс — він сам та його піддані Іланц, Груоб, Лугнес, Вальс, Кастріш та Флімс;
- граф Верденберг-Гейлігенберг з усіма своїми підданими, включаючи Трін і Тамінс;
- громади над Флімзервальдом, включаючи Рейнвальд та Шамс.

Ще до 1440 року Ленвенберг, Тузіс, Чаппіна і Гайнценберг приєдналися до Ліги, незважаючи на те, що граф Верденберг-Зарганс заборонив їм це робити. У 1441 році приєдналось абатство Кацис; в 1480 році райони Мезокко і Соацца в Мізоксі, а в 1496 р. Джан Джакомо Тривульціо допомагав об'єднанню решти графства Мізокс з районами Мізокс і Каланка.
Сіра Ліга поділялася на вісім округів: 
- Дісентіс
- Лугнец: райони Лугнец і Вальс
- Груоб: райони Груоб, Шлейс і Тенна
- Вальтенсбург: райони Вальтенсбург, Лакс та Оберзаксен
- Рецюнс: райони Рецюнс, Гогентрінс і Флімс
- Шамс-Рейнвальд: райони Рейнвальд і Шамс
- Тузіс: райони Тузіс, Гайнценберг, Чаппіна та Зафін
- Мізокс: райони Мізокс, Ровередо та Каланка

Герб Сірої Ліги (першій варіант)
Герб Сірої Ліги (другий варіант)

## Ліга Десяти Юрисдикцій
Третя ліга була заснована 8 червня 1436 року жителями десяти бейлівіків у колишньому графстві Тоггенбург, оскільки династія Тоггенбург вимерла. Ліга була названа "Ліга Десяти Юрисдикцій" (нім. Zehngerichtebund; ретороман. Ligia da las diesch dretgiras), зі столицею в Давосі, і складалася з:
- Бельфорт
- Давос
- Клостерс
- Кастелц
- Ширс
- Шанфігг
- Лангвіс
- Штрасберг (Курвальден)
- Маєнфельд (місто та замок)
- Ной-Аспермонт (що мав юрисдикцію над Єнінсом та Малансом)

Альянс в основному був створений для протистояння експансії Габсбургів у регіоні, і він розділявся на сім округів: 
- Давос
- Клостерс: райони Клостерс-Іннершніц та Клостерс-Оссершніц
- Кастелц: (розділений з 1622 р.) Райони Луцайн та Єнац
- Шерс-Зевіс: (розділений з 1679 р.) Райони Шерс і Зевіс
- Маєнфельд: райони Маєнфельд та Маланс
- Белфорт: райони Курвальден та (розділений з 1613 року) Іннербельфорт та Оссербельфорт
- Шанфігг: райони Святого Петра (Осершанфігг) та Лангвіс

Герб Ліги Десятьох Юрисдикцій (перший варіант)
Герб Ліги Десятьох Юрисдикцій (другий варіант)

## Об'єднання ліг

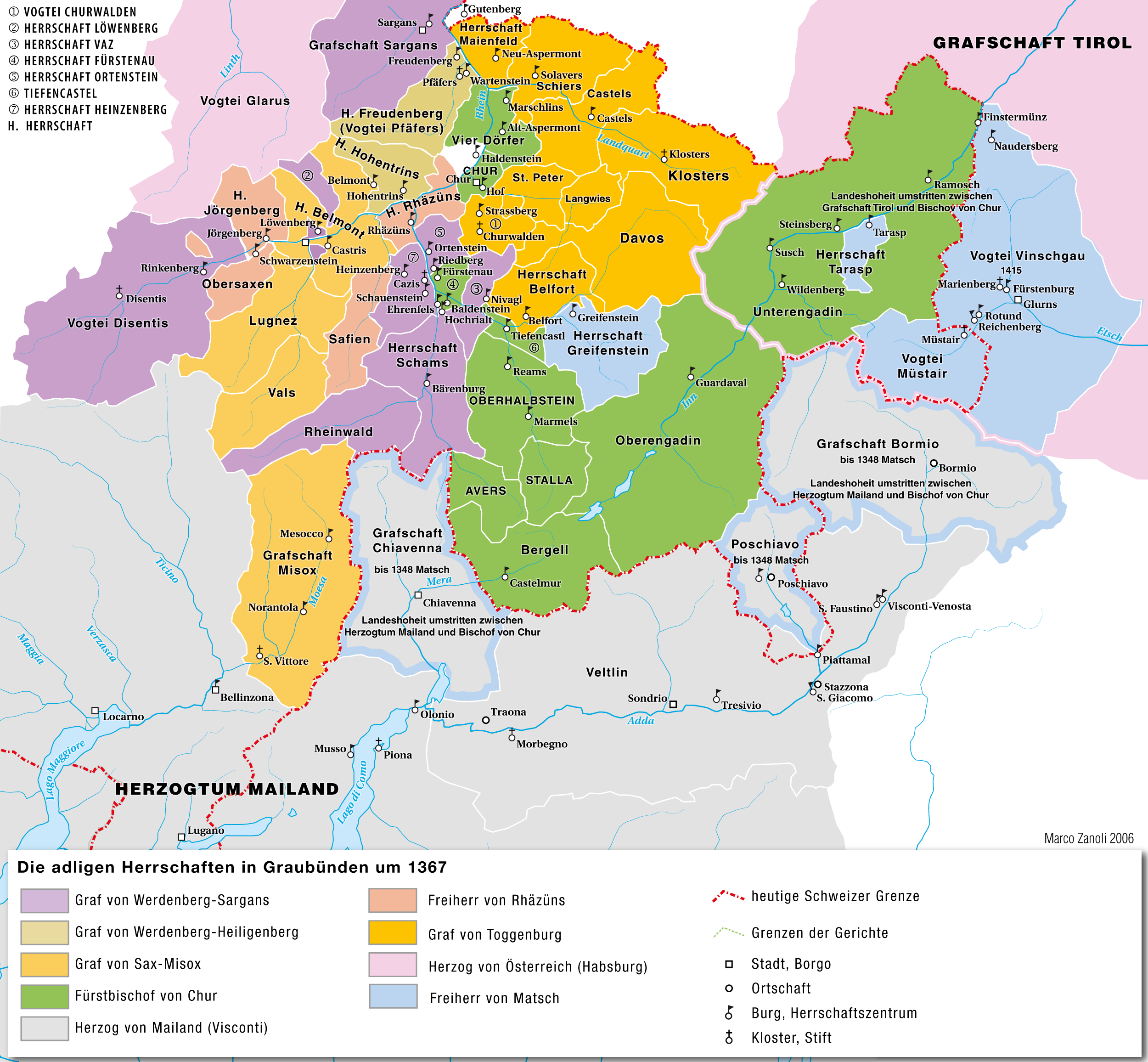
Граубюнден в 1367 році, показані вже існуючі на той час володіння у регіоні

Три окремі Ліги спочатку неформально діяли разом, наприклад, у 1450 році у конфлікті Шамсерфіде, конфлікті з родиною Верденбергів-Заргансів, під час якого Ліга Десяти Юрисдикцій об'єднувалася з Лігою Божого Дому. Про спільні зустрічі представників трьох ліг відомі з 1461 року; більш тісні відносини датуються 1471 роком, коли дві ліги об'єдналися з Сірою Лігою, але документальних підтверджень цієї дати немає. У 1497 і 1498 роках Ліги вступили в союз зі Старою Швейцарською Конфедерацією після того, як Габсбурги захопили володіння вимерлої династії Тогенбургів в 1496 році, приєднавшись до Конфедерації у Швабській війні через три роки. Габсбурги зазнали поразки під ущелиною Кальвен та при Дорнаху, що допомогло Швейцарській Конфедерації та союзним Лігам із визнанням.

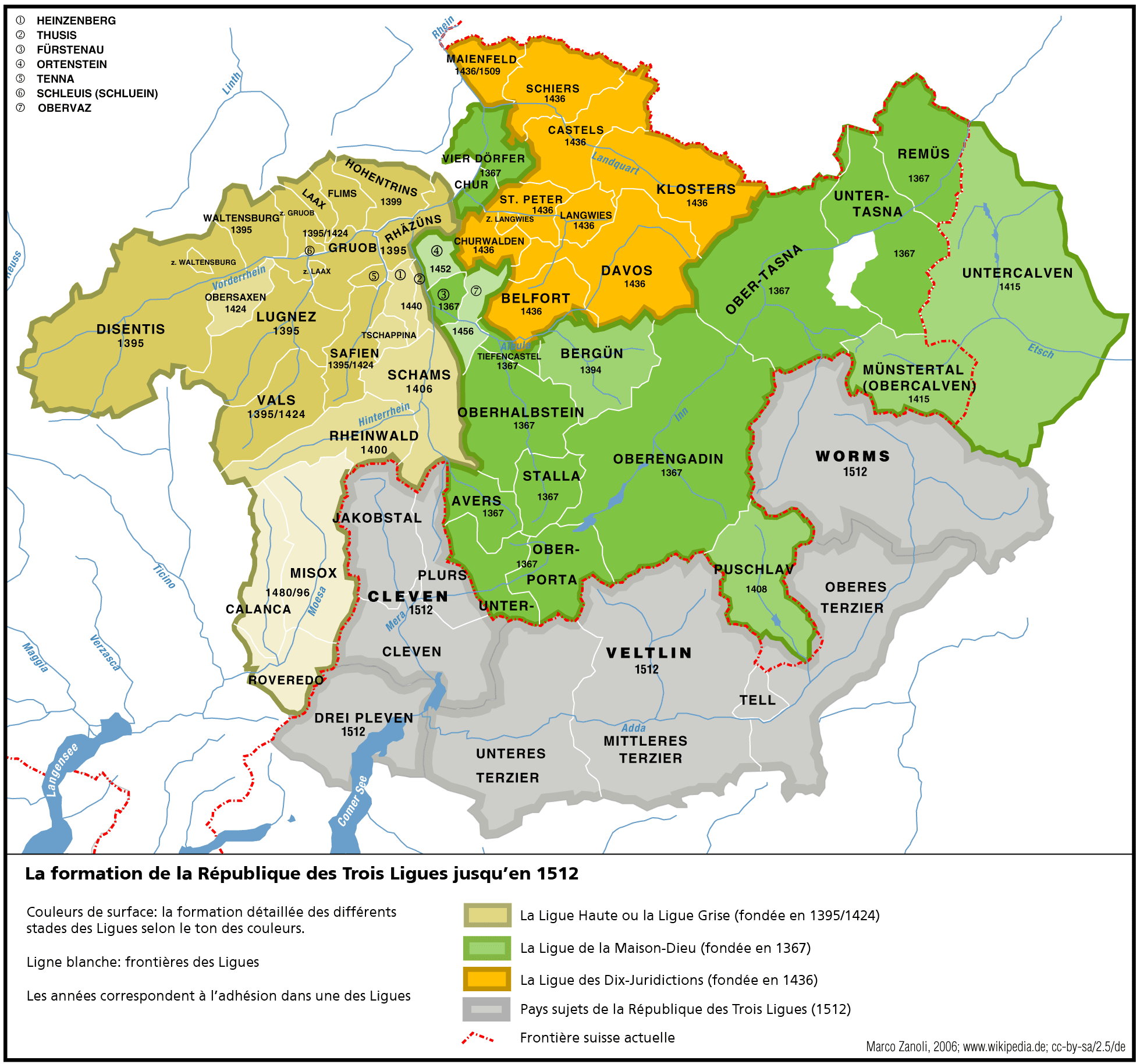
Три Ліги станом на 1512 рік

Після 1499 року Вільна Держава фактично відокремилася від Священної Римської імперії та розвинулася протягом XVI століття до політичного утворення, що було унікальним у ранньомодерній Європі. На початку XVII століття це була єдина територія в Європі, де всі рішення приймалися за принципами комуналізму, а самі Ліги засновувались, керувались і захищались спільними рішеннями.
Війна Муссо 1520 року підштовхнула Три Ліги ближче до Швейцарської Конфедерації.
Бундесбріф 23 вересня 1524 року прийняв конституцію, яка діяла до наполеонівського розвалу Вільної Держави. Верховною владою у Вільній Державі був Бундестаг, до складу якого входило 63 депутати, відповідальні за виборчі округи; він чергував свої засідання між Іланцем, Куром та Давосом. За сучасними мірками, Три Ліги вважалися б, швидше, федерацією трьох держав, а не одною, об'єднаною державою; союз мав мало повноважень, і практично всі справи Вільної держави вирішувались шляхом референдуму.
Іланцькі Статті 1524 і 1526 років обмежували владу єпископа Кура і зміцнювали союз між Трьома Лігами. Перші статті, прийняті 4 квітня 1524 року, вимагали, щоб священики жили в громадах, яким слугували, ретельно дбали про духовні потреби своєї пастви та жили праведно. Громади мали право затверджувати своїх священиків і обмежували єпископа в розгляді світських питань. Другі статті були прийняті 25 червня 1526 року. Вони повністю усунули єпископа від світської влади. Тепер парафії могли обирати собі священиків, а призначення єпископа вимагало схвалення всього Бундестагу. Крім того, церковні керівники більше не могли призначати світських чиновників, монастирі переходили під нагляд уряду, а різні десятини скасовували або скорочували. Ці Статті залишалися Законом Ліг до вторгнення французів 1798 року. Завдяки цим законам світське керівництво Ліги мало найвищу владу в регіоні.
З вторгненням до Швейцарії французьких революційних армій Три Ліги були поглинені Гельветійською республікою, як кантон Реція. За наполеонівським Актом про посередництво Ліги були включені до відновленої Швейцарської Конфедерації — як кантон Граубюнден — у 1803 році; чинна конституція кантону датується 1892 роком.
Райони К'явенна, Вальтелліна і Борміо, раніше залежні від Ліг, ніколи не були частиною кантону Реція, однак, назавжди відірвались від Ліг після провокування там повстання Революційною Францією, що призвело їх до приєднання до Цизальпійської республіки 10 жовтня 1797 року. Ці райони згодом приєднались до австрійського клієнтського королівства Ломбардія-Венеція після Віденського конгресу, і з часом стали італійською провінцією Сондріо. Містечко Кампйоне було також відокремлено від кантону Лугано, що призвело до його теперішнього становища, як італійського анклаву в межах Тічино.

## Зовнішні посилання
- Реційські ліги німецькою, французькою та італійською //  Історичний словник Швейцарії.
- Ліга Божого Дому Romansh, німецькою, французькою та італійською //  Історичний словник Швейцарії.
- Сіра Ліга Romansh, німецькою, французькою та італійською //  Історичний словник Швейцарії.
- Ліга Десяти Юрисдикцій Romansh, німецькою, французькою та італійською //  Історичний словник Швейцарії.
- Граубюнден Romansh, німецькою, французькою та італійською //  Історичний словник Швейцарії.